# مورچه عسلی

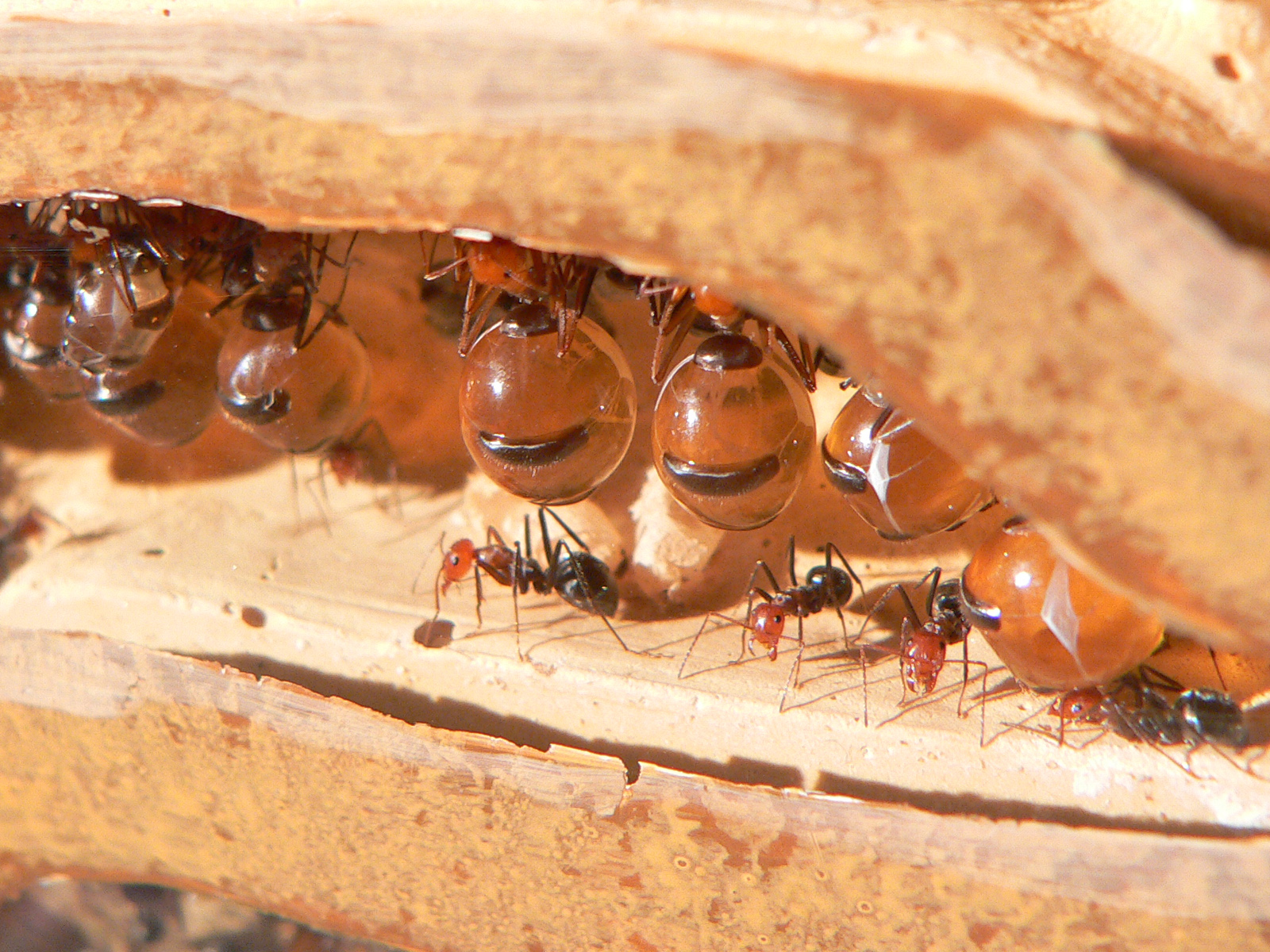
مورچه‌های عسلی Myrmecocystus، که repletes یا plerergates را نشان می‌دهند، شکم‌هایشان متورم برای ذخیره عسل، در بالا کارگران معمولی

مورچه‌های عسلی (به انگلیسی: Honey ants) که به آن مورچه‌های شکم‌عسلی یا مورچه‌های کوزه‌عسلی (به انگلیسی: Honeypot ants) نیز گفته می‌شود، مورچه‌هایی هستند که دارای کارگران تخصصی (repletes, plerergates یا rotunds) هستند که با غذا به حدی آغشته می‌شوند که شکم‌شان به شدت متورم می‌شود. سپس مورچه‌های دیگر از طریق فرایند تبادل خوراک، مواد غذایی را از آنها استخراج می‌کنند. آنها به عنوان لنج‌های زنده عمل می‌کنند. مورچه‌های Honeypot وابسته به هر یک از چندین سرده از جمله میرمکوسیستوس و مورچه درودگر هستند. آنها برای نخستین بار در سال ۱۸۸۱ توسط هنری سی مک کوک، ثبت شدند و در سال ۱۹۰۸ توسط ویلیام مورتون ویلر توضیح داده شدند.

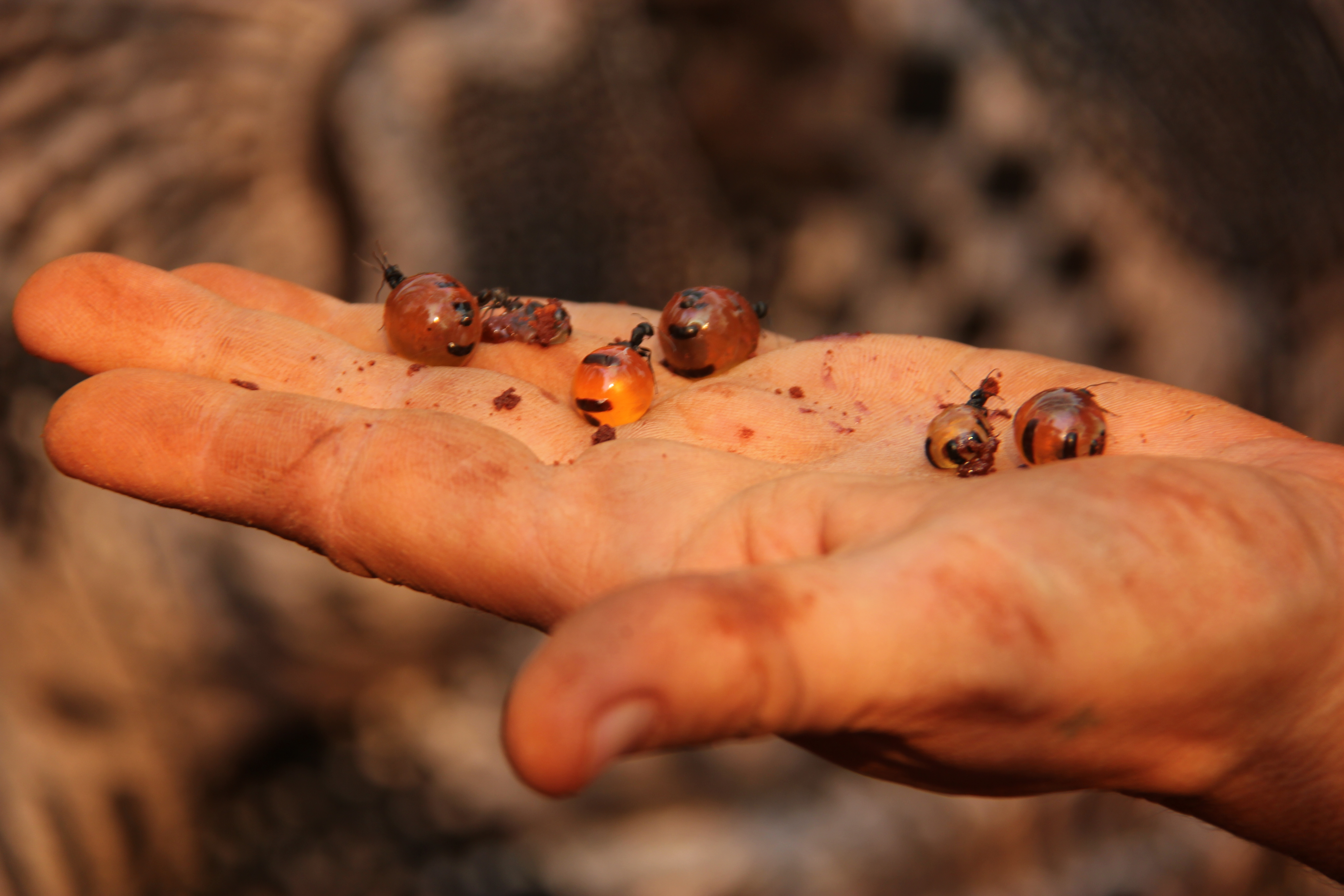
مقایسه مورچه عسلی با دست انسان و اسکلریت‌های تیره پشتی به‌طور گسترده‌ای توسط غشای آرترودیال (arthrodial) کشیده از شکم متورم از هر replete جدا می‌شوند.

شکم گونه‌هایی مانند Camponotus inflatus از اسکلریت‌های پشتی سخت (صفحه سفت) تشکیل شده‌است که توسط یک غشای آرترودیال نرم‌تر و انعطاف‌پذیرتر به هم متصل شده‌اند. هنگامی که شکم خالی است، غشای آرترودیال چین‌خورده و اسکلریت‌ها روی هم قرار می‌گیرند، اما زمانی که شکم پر می‌شود، غشای آرترودیال به‌طور کامل کشیده می‌شود و اسکلریت‌ها به‌طور گسترده‌ای از هم جدا می‌شوند.

## سرده‌ها
انباشت غذای شکم‌عسلی در چندین سرده از مورچه فعال فصلی پذیرفته شده‌است:
- مورچه درودگر در استرالیا[۳]
- Cataglyphis در شمال آفریقا[۳]
- مورچه‌های عنکبوتی در ملانزی[۳]
- Melophorus در استرالیا[۳]
- Myrmecocystus در آمریکای شمالی.[۳][۴]
- Plagiolepis در آفریقای جنوبی[۵][۶]
- Prenolepis در آمریکای شمالی[۳]